# Cuộc đời đôi của Weronika
Cuộc đời đôi của Weronika (tiếng Pháp: La double vie de Véronique, tiếng Ba Lan: Podwójne życie Weroniki) là một bộ phim điện ảnh sản xuất năm 1991 bằng ngôn ngữ Pháp và Ba Lan - của đạo diễn Krzysztof Kieslowski với diễn viên chính Irène Jacob. Phim đã giành các giải thưởng của Hội đồng giám khảo Đại kết và giải thưởng FIPRESCI tại Liên hoan phim Cannes năm 1991 cho Krzysztof Kieslowski, và nữ diễn viên xuất sắc cho Irène Jacob, được đề cử hai giải César và đề cử giải Quả cầu vàng cho phim ngoại ngữ hay nhất, giành một số giải thưởng khác. Phim kể về hai cô gái như xa lạ ở hai thành phố, hai đất nước, nhưng kỳ thực có một "mối duyên" kết nối với nhau qua một hình thể giống nhau như hai giọt nước do Irène Jacob đóng. Phim khai thác triệt để thế giới tâm cảm của cá nhân, giác quan thứ sáu được đề cao và là một trong những yếu tố dẫn dắt cuộc đời và số phận con người. Bộ phim mang một yếu tố tưởng tượng mạnh mẽ.
Mặc dù là một bộ phim tâm lý, nhưng lại hay được xem là liên hệ với chính trị, khi Véronique là dường như tự do lựa chọn số phận của mình, còn Weronika thì đến với cái chết sớm.

## Diễn viên
- Irène Jacob as Weronika/Véronique
- Halina Gryglaszewska as The Aunt
- Kalina Jędrusik as The Gaudy Woman
- Aleksander Bardini as The Orchestra Conductor
- Władysław Kowalski as mẹ Weronika
- Guillaume De Tonquédec as Serge
- Jerzy Gudejko as Antek
- Philippe Volter as Alexandre Fabbri
- Bruce Schwartz as The Puppeteer
- Sandrine Dumas as Catherine
- Janusz Sterninski as luật sư
- Louis Ducreux as The Professor
- Claude Duneton as cha Véronique
- Lorraine Evanoff as Claude
- Gilles Gaston-Dreyfus as Jean-Pierre
- Alain Frérot as The Postman
- Youssef Hamid as The Railroader
- Thierry de Carbonnières as giáo viên
- Chantal Neuwirth as The Receptionist
- Nausicaa Rampony as Nicole
- Boguslawa Schubert as The Woman in the Hat
- Jacques Potin as The Man in the Gray Coat